# 아고라

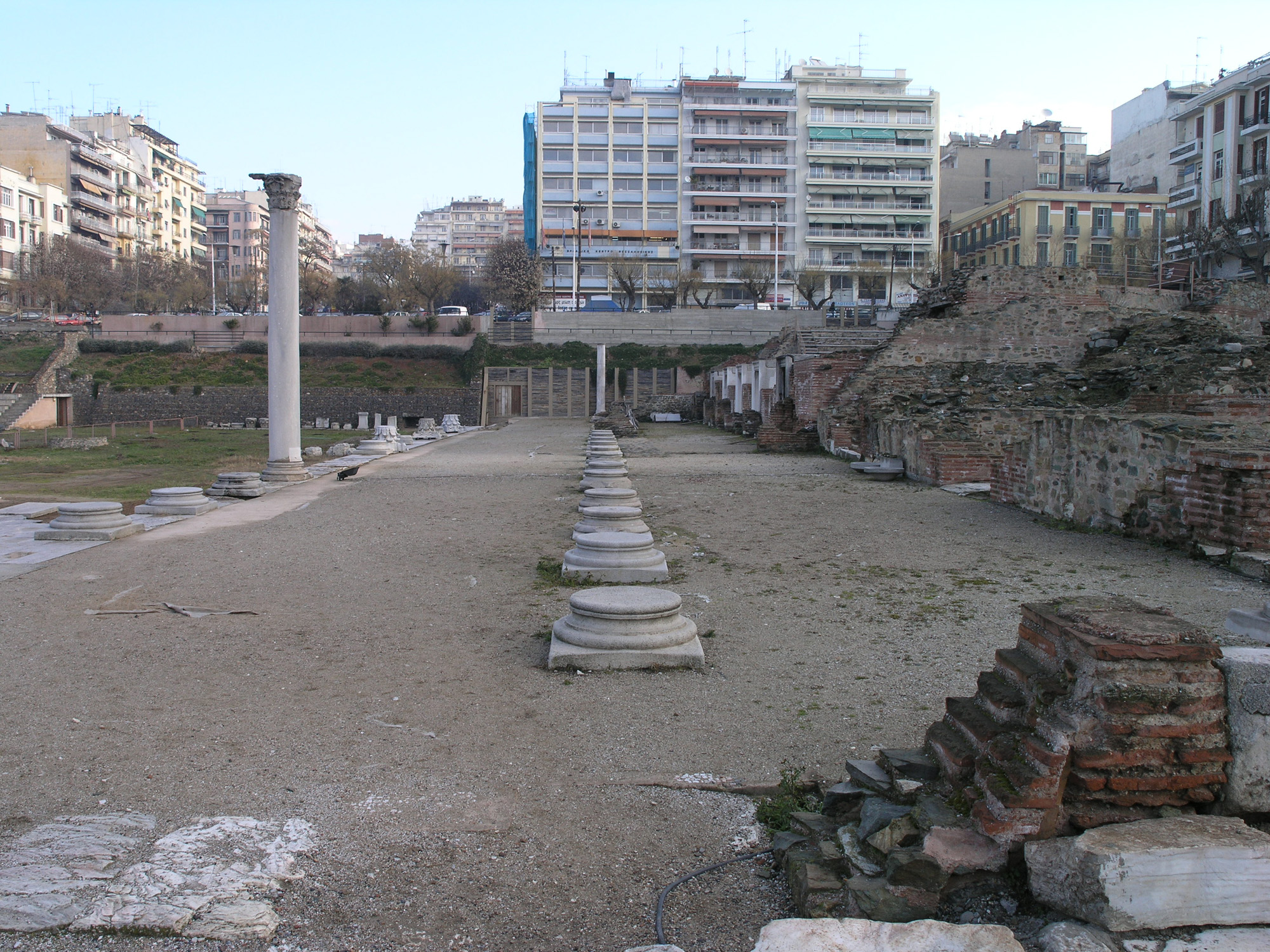
아고라

아고라는 고대 그리스의 도시들에 있었던 열린 '회의의 장소'였다. 도시의 운동, 예술, 영혼, 정치적 삶의 중심지였다. 초기 그리스 시대에(BC 900-700년 경)에 고대 그리스의 시민으로 분류되던 자유민인 남성은 아고라에서 국방의 의무를 위해 모이거나, 왕, 의회의 통치의 발언을 듣곤 했다. 후기 그리스 시대에, 아고라는 상인들이 콜로네이드 아래에서 그들의 상품을 팔기 위한 노점, 상점 등을 운영하는 시장의 기능을 제공했다.
고대 아테네는 그들의 중심가에 큰 아고라가 있었던 것을 자랑스럽게 생각했다. 아테네의 지배자인 페이시스트라토스(Πεισίστρατος)와 히피아스(Ἱππίας) 아래에서, 아고라는 약 600에서 750 야드의 열린 정사각형 공간으로 정리되었고, 웅장한 공공 건물들과 구분되었다.

## 같이 보기
- 포룸
- 아고라주의
- 아카데메이아
- 전자민주주의